# Nemanja Dangubić
Nemanja Dangubić (Pančevo, 13 de abril de 1993) é um basquetebolista profissional sérvio que atualmente defende o Crvena Zvezda Telekom. O atleta que possui 2,04m de altura e atua na posição Ala.

## Ligações Externas
- Nemanja Dangubić no X
- Página de Nemanja Dangubić no Sítio da Liga KLS